# Adam El-Abd
Adam El Abd (né à Brighton le 11 septembre 1984) est un footballeur anglo-égyptien qui évolue avec la sélection égyptienne. Il joue au poste de défenseur pour le club de Wycombe Wanderers FC.

## Biographie

### Origines familiales
Né d'un père égyptien et d'une mère anglaise, Adam El-Abd possède une double nationalité. Son frère aîné, Joe El-Abd, est un ancien joueur de rugby à XV à l'US Oyonnax après être passé par le RC Toulon. Il a un autre frère, Sami El-Abd, qui joue au football à Crawley Town.

### Carrière en club
Après avoir été formé dès l'âge de 10 ans à Brighton & Hove Albion, le club de sa ville natale, Adam El-Abd signe son premier contrat professionnel à l'âge de 19 ans, en 2003. Après un prêt dans l'équipe amateur du Bognor Regis Town FC, il réintègre Brighton et s'impose progressivement dans l'équipe première. Dans cette situation, il signe une prolongation de deux ans en 2008. À cette occasion, son entraîneur Micky Adams le déclare doté d'un « potentiel fantastique ».
Après le titre de champion de League One à l'issue de la saison 2010-2011, il est élu meilleur joueur du club.
Le 16 janvier 2014 il rejoint Bristol City. En décembre 2014, il est prêté à Bury FC.
Le 9 octobre 2015, il est prêté à Swindon Town.
Le 15 juillet 2016, il rejoint Shrewsbury Town.

### Carrière internationale
Étant doté d'une double nationalité, El-Abd fait de la sélection égyptienne sa priorité dans le cas où il serait appelé, déclarant notamment : « Ça a toujours été un rêve pour moi de jouer pour l'Égypte. »
En juin 2012 El-Abd est appelé par l'Égypte dans le cadre des éliminatoires de la Coupe du monde 2014. L'Égypte remportera tous ses matchs.
Le 12 octobre 2012, El-Abd réalise un très bon match avec les "Pharaons". Le match se terminera sur un score net sans bavure de 3-0 en faveur de l'Égypte sur un doublé de Mohamed Aboutrika et sur un but de Gedo.

## Palmarès

### En club
- Brighton & Hove Albion
  - League One : 2011